# Combattants braves et vertueux volontaires du Nord-Est
Le corps des Combattants braves et vertueux volontaires du Nord-Est est fondé par Wang Fengge, un officier de l'armée chinoise du Nord-Est associé à la société des Grandes épées. Durant l'invasion japonaise de la Mandchourie de 1931, il crée une des armées de volontaires anti-japonaises en faisant appel aux citoyens chinois des provinces de Linjiang et Ji'an. En mars 1932, il annonce l'établissement de son armée.